# Laura Harring
Laura Harring (geboren als Laura Elena Herring Martínez, Los Mochis, 3 maart 1964) is een Mexicaans-Amerikaanse actrice en voormalig Miss USA (1985). Ze speelde onder meer in verschillende projecten van David Lynch, zoals Mulholland Drive, Rabbits en Inland Empire.
Harring heeft zowel film- als televisieoptredens op haar naam staan. Zo speelde ze meer dan 125 afleveringen Paula Stevens in Sunset Beach, dat van 1997 tot 1999 dagelijks verscheen. In 2008 was ze acht afleveringen te zien in The Shield als Rebecca Doyle. Herring speelde daarna eenmalige gastrollen in onder meer Baywatch, Frasier en Law & Order: Special Victims Unit.

## Filmografie
- Inside (2016) - Madeleine
- Drool (2009) - Anora
- The Caller (2008) - Eileen
- One Missed Call (remake, 2008) - Beth's Mom
- Return to Babylon (2008) - Alla Nazimova
- Love in the Time of Cholera (2007) - Sara Noriega
- Nancy Drew (2007) - Dehlia Draycott
- Inland Empire (2006) - Jane Rabbit
- Ghost Son (2006) - Stacey
- The King (2005) - Twyla
- All Souls Day: Dia de los Muertos (2005) - Martia
- The Punisher (2004) - Livia Saint
- The Poet (2003) - Paula
- Mi Casa, Su Casa (2003) - Catalina
- Willard (2003) - Cathryn
- Derailed (2002) - Galina Konstantin
- John Q (2002) - Gina Palumbo
- Rabbits (2002) - Jane
- Feather Pimento (2001) - Vrouw in Rood
- Mulholland Drive (2001) - Rita
- Final Payback (2001) - Gina Carrillo
- Little Nicky (2000) - Mrs. Dunleavy
- Black Scorpion II: Aftershock (1997) - Babette
- Hoover Park (1997) -
- Exit to Eden (1994) -
- Dead Women in Lingerie (1991) - Marcia
- The Forbidden Dance (1990) - Nisa
- Silent Night, Deadly Night III: Better Watch Out! (1989) - Jerri